# Тимерёво (деревня)
Тимерёво — деревня в Судогодском районе Владимирской области России, входит в состав Лавровского сельского поселения.

## География
Деревня расположена в 15 км на северо-запад от центра поселения деревни Лаврово и в 18 км на северо-запад от райцентра города Судогда.

## История
В первой четверти XX века деревня входила в состав Даниловской волости Судогодского уезда, с 1926 года — в составе Судогодской волости Владимирского уезда. В 1859 году в деревне числилось 23 дворов, в 1905 году — 31 дворов, в 1926 году — 48 хозяйств.
С 1929 года деревня входила в состав Торжковского сельсовета Судогодского района, с 1954 года — в составе Чамеревского сельсовета, с 2005 года — в составе Лавровского сельского поселения.

## Население
| 1859 | 1905 | 1926 |
| ---- | ---- | ---- |
| 128  | 226  | 248  |

| 1859 | 1905 | 1926 | 2002 | 2010 | 2021 |
| ---- | ---- | ---- | ---- | ---- | ---- |
| 128  | ↗226 | ↗248 | ↘23  | ↘15  | ↘7   |